# Ourse
Az Ourse folyó Franciaország területén, a Garonne bal oldali mellékfolyója.

## Földrajzi adatok
Hautes-Pyrénées megyében ered, és Izaourt-nál, Haute-Garonne megyében torkollik a Garonne-ba. Hossza 25,4 km.

## Megyék és városok a folyó mentén
- Hautes-Pyrénées : Mauléon-Barousse Loures-Barousse
- Haute-Garonne :